# Agrilus fulvovittatus
Agrilus fulvovittatus é uma espécie de inseto coleóptero polífago pertencente à família dos buprestídeos. É um dos representantes do gênero Agrilus.
Foi descrita formalmente pela primeira vez em 1921, pelo entomólogo especialista em coleópteros Warren Samuel Fisher. Possui distribuição nas Filipinas.